# Maplestonema typicum
Maplestonema typicum (nach Philip Alan Maplestone) ist ein zu den Strongyliden gehörender Fadenwurm, der im Magen des Sumpfwallabys (Wallabia bicolor) parasitiert. Es ist der einzige Vertreter der Gattung Maplestonema.

## Merkmale
Maplestonema typicum hat ein abgerundetes Vorderende, ein Kragen fehlt. Die Mundöffnung ist von sechs langen, gleichgroßen Papillen umgeben. Die Mundhöhle ist tief und nur an ihrer Basis von einem Chitinring gestützt. Der Ösophagus ist über die gesamte Länge gleich dick. Das Hinterende ist spitz und die Vulva liegt direkt vor dem Anus. Ein Männchen stand in der Erstbeschreibung nicht zur Verfügung.